# 高垅乡
高垅乡，又称高垄乡，是中华人民共和国江西省九江市濂溪区下辖的一个乡镇级行政单位。

## 历史
2001年12月25日，撤销高垅乡，其行政区域划归海会镇。
2016年4月29日，从海会镇析出高垅、庐山水泥厂、五星、双垅、银门、谷山、青山等7个村（居）委会，复设高垅乡。

## 行政区划
高垅乡下辖以下地区：
庐山水泥厂社区、高垅社区、五星村、双垅村、银门村、谷山村和青山村。